# Grallaria nuchalis
Pita-formigueira-de-nuca-castanha ou torom-de-nuca-castanha (Grallaria nuchalis) é uma espécie de ave da família Formicariidae.
Pode ser encontrada nos seguintes países: Colômbia, Equador e Peru.
Os seus habitats naturais são: regiões subtropicais ou tropicais húmidas de alta altitude.